# 布倫輕機槍
布倫輕機槍（英語：Bren light machine gun，旧译「勃然机枪」）是第二次世界大戰中英國軍隊裝備的輕機槍，用來取代一戰時期的路易士機槍。布倫輕機槍經過苛刻的測試，良好的作戰能力使得它的使用範圍十分廣泛。該槍與美國的白朗寧自動步槍一樣，能夠為步兵提供壓制和支援火力。布倫機槍於1950年代末期逐漸由L7通用機槍取代。

## 設計

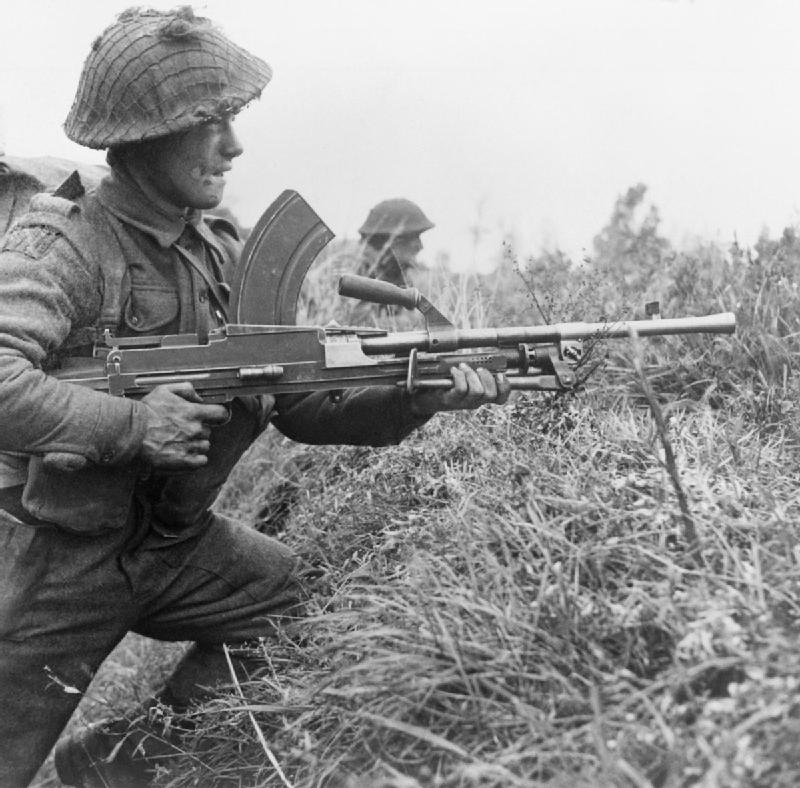
1944年11月緬甸戰役中，英軍士兵的布倫輕機槍。

布倫輕機槍是捷克斯洛伐克共和國布爾諾兵工廠所設計的ZB vz. 26衍生型。1930年代，ZB26參加了英國的新型輕機槍招標，該槍於1933年被英國軍方選中，之後英國取得ZB vz. 26的生產執照，並根據英國軍方的要求改進，從而衍生出布倫輕機槍。布倫跟ZB vz. 26輕機槍一樣採用導氣式及開放式槍栓工作原理，槍管下方備有瓦斯汽缸及瓦斯活塞，槍機採偏轉式閉鎖方式，即利用槍栓後端的上下擺動來完成閉鎖。由於彈匣插槽位於機匣的上方，故彈匣是從頂部安裝，射擊後彈殼會從機匣正下方拋出。為了防止彈匣妨礙瞄準，其機械瞄具傾於槍身左側。與ZB vz. 26的其中一個主要分別在於：布倫輕機槍的口徑改為英國軍隊的.303不列顛（7.7毫米）。為了適應英國軍隊使用的有底緣步槍子彈，供彈具改為30發容量的弧型彈匣。另外縮短了槍管與導氣管，並取消了槍管散熱片。
布倫輕機槍在導氣管前端有氣體調節器，設4擋調節，每一擋對應不同直徑的導氣孔，可調整槍彈發射時進入導氣裝置的火藥氣體量。供彈口、拋殼口及拉機柄等機匣開口處均裝有防塵蓋。提把與槍管固定栓的設計可有利於快速更換槍管。此外，布倫還裝有兩腳架，亦可以安裝在三腳架上以提高射擊穩定性。

## 歷史
1935年，英國正式將ZB26的改良版列裝為制式裝備，並從捷克斯洛伐克購買了該槍的生產權，由恩菲爾德兵工廠製造，1938年開始投產MK I型，並命名為「布倫輕機槍」（Bren LMG），英國軍方習慣簡稱「布倫槍」（Bren Gun），「布倫」（Bren）的命名源於捷克斯洛伐克生產商布爾諾公司（Brno）和英國生產商恩菲爾德兵工廠（Enfield）的頭兩個字母組成。布倫輕機槍在第二次世界大戰中大量裝備英聯邦國家的軍隊，1941年生產改良版MK II型，1944年則再推出MK III型及MK IV型，主要提供軍方作為班支援武器來使用。布伦轻机枪由两人操作，有时会受一名上等兵（Lance Corporal）指挥而组成步兵班中的“机枪组”（gun group），班组的剩余部分称为
“步枪组”（rifle group）。机枪手负责移动及发射机枪，装弹手则携带备用弹匣、枪管以及工具包。一般情况下，射手会使用布伦輕机枪自带的两脚架并采用卧姿进行射击。
另外，口徑改為7.92×57毫米的布倫輕機槍曾裝備第二次中日戰爭時期的中華民國國民革命軍，由於這些改為德式口徑的布倫輕機槍由加拿大製造而當時被中方譯為“勃然機槍”，因此在槍身刻上“七九勃然加拿大造”的字樣。
而由於性能可靠及相當出色，二戰結束後眾多英聯邦國家的軍隊繼續裝備布倫輕機槍，後來英軍把其布倫改膛為7.62×51毫米北約口徑繼續服役，並命名為“L4”，於1957年開始提供軍方使用，改膛後的衍生型包括L4A1—L4A7等七種版本。

## 二戰時期生產資料
布倫輕機槍由多間不同工廠生產，包括： 
- 英國恩菲爾德皇家輕兵器工廠（RASF Enfield）：初期每月400挺，後期在1943年增加至每星期1,000挺。
- 加拿大約翰·英格利斯公司（英语：John Inglis and Company）：1938年3月，英國政府與加拿大政府簽署聯合生產合約，在1940年開始生產，當中5,000挺供應給英國、7,000挺供應給加拿大。在1943年世界60%的布倫輕機槍由約翰·英吉利斯公司生產，當中還有生產7.92毫米口徑的版本供應給中華民國，槍身還刻上“七九勃然加拿大造”的字樣。
- 加拿大朗布蘭奇工廠（英语：Long Branch, Ontario）
- 印度伊莎波步槍工廠
- 澳洲利斯戈輕兵器工廠（英语：Lithgow Small Arms Factory）

## 衍生型

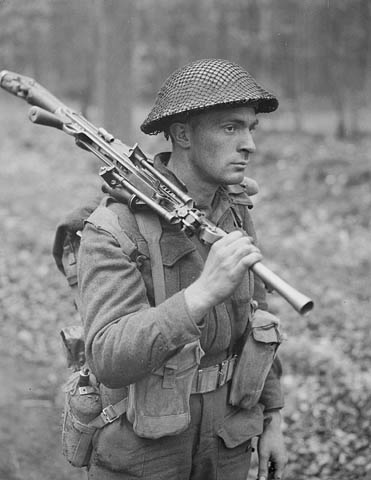
加拿大士兵的布倫輕機槍，攝於1945年。

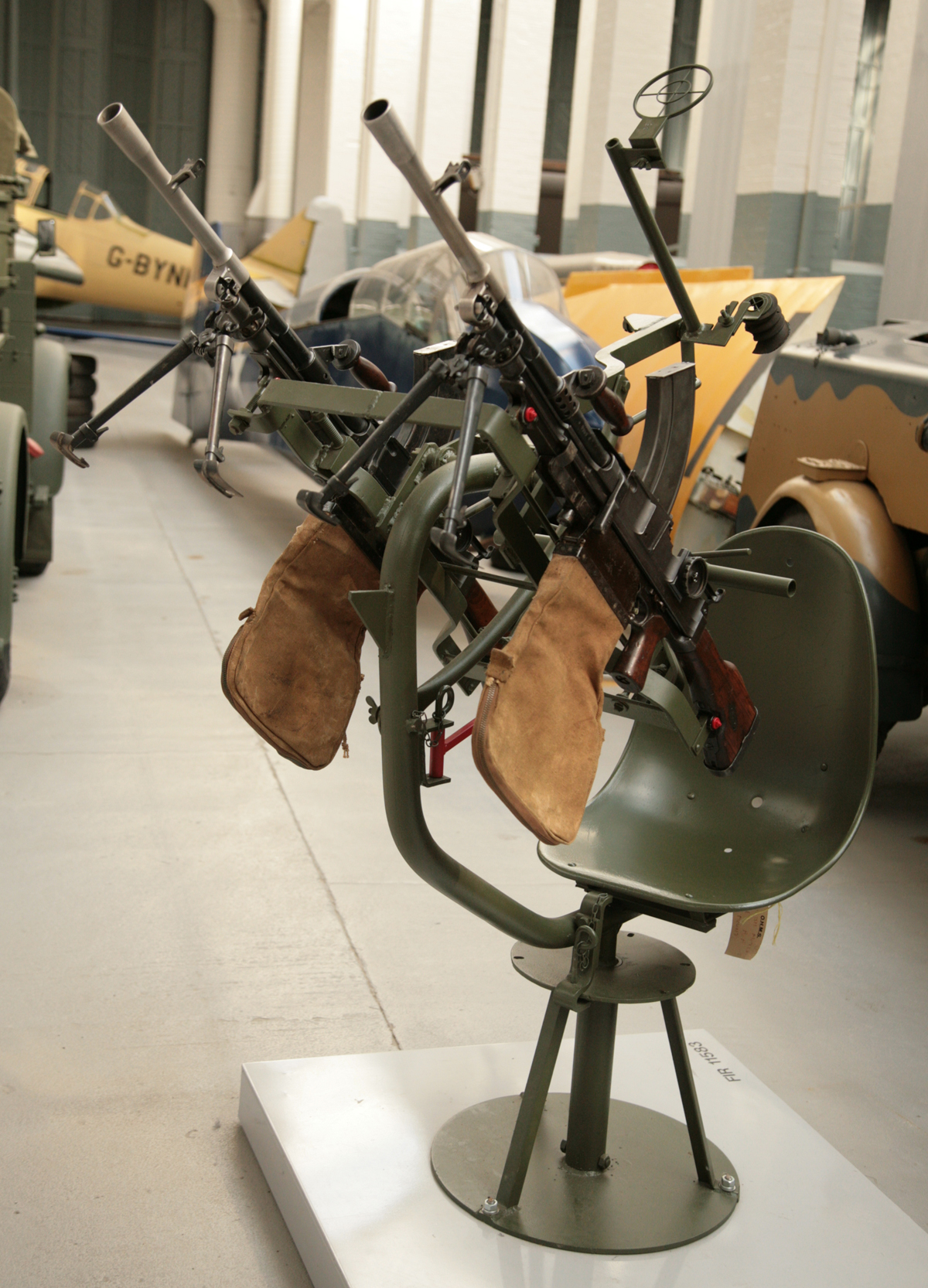
英軍雙聯裝布倫防空機槍

### Mk I
1937年9月，英國基於ZB vz. 26開發的原型布倫輕機槍。
- 孔型後照門
- 槍托墊板令肩射更舒適
- 槍托加裝後置握把
- 後置握把可摺疊

### Mk II
1941年英國軍方把Mk I型作少量改進的版本，只生產了少量試驗型。
- 摺疊式孔型後照門
- 移除後置握把
- 輕量化兩腳架
- 輕量化握把

### Mk III
1944年由恩菲爾德兵工廠製造的輕量化短版本，提供英軍的東線部隊及傘兵部隊。

### Mk IV
1944年的Mk II改進版本。

### L4

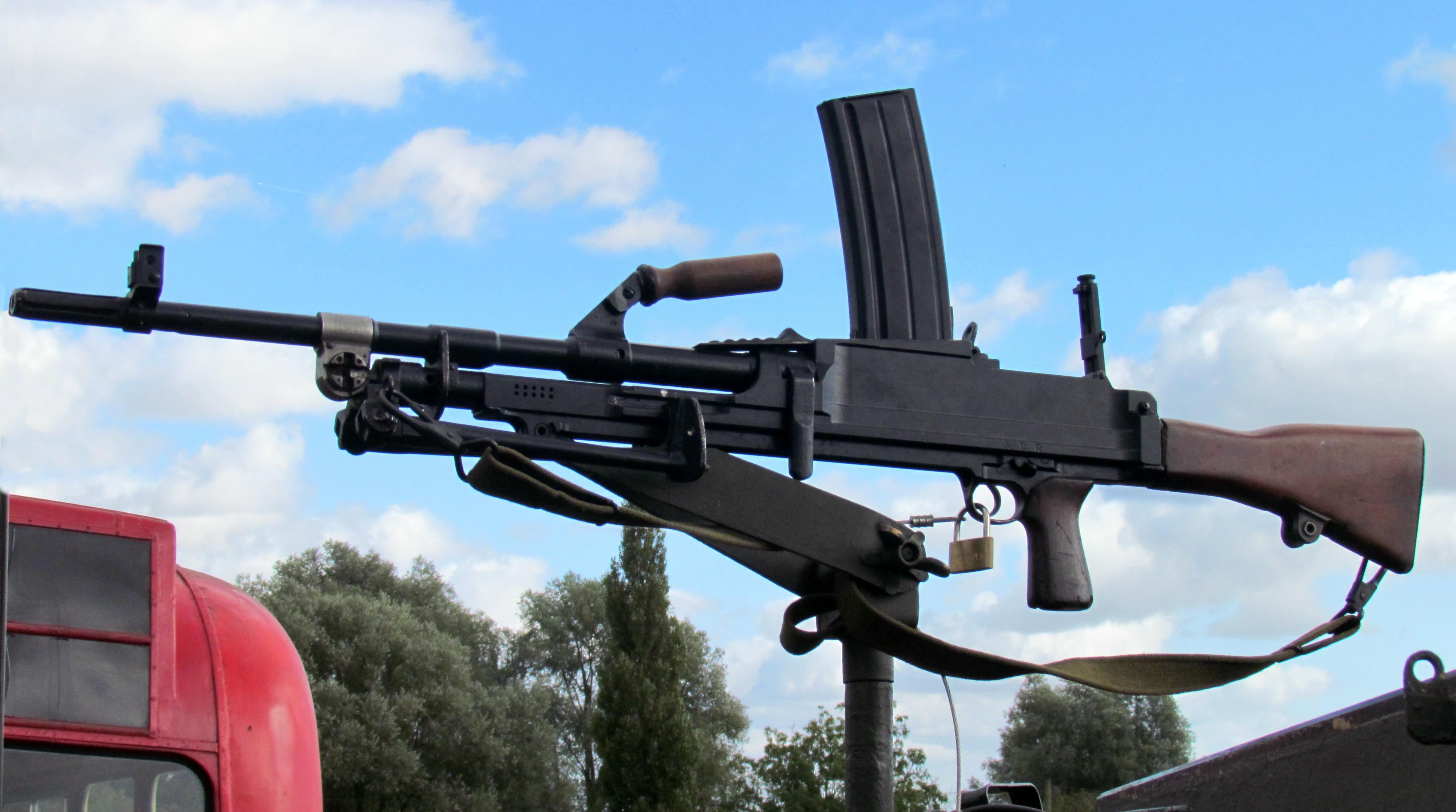
英軍L4輕機槍

1958年，北約各國統一步槍彈的制式口徑，英國將布倫輕機槍重新設計改進成L4輕機槍系列，以適應北約制式7.62×51毫米NATO步槍子彈，並改為使用30發容量彈匣。
| 型號 | 描述                                                 |
| ---- | ---------------------------------------------------- |
| L4A1 | 布倫Mk III的改進版本，裝有Mk I型腳架及鋼製槍管       |
| L4A2 | 布倫Mk III的改進版本，配備輕量化腳架及鋼製槍管       |
| L4A3 | 布倫Mk II的改進版本                                  |
| L4A4 | L4A2的改進版本，配備鍍鉻槍管，提供陸軍特種空勤團使用 |
| L4A5 | L4A3的鍍鉻槍管版本，裝備英國皇家海軍                 |
| L4A6 | L4A1的改進版本，鍍鉻槍管                             |
| L4A7 | 布倫改進版本，裝有瓣形消焰器                         |

### 塔登機槍
原打算用於取代維克斯機槍（Vickers machine gun）的彈鏈供彈測試版本，但因並非7.62×51毫米口徑而沒有採用。

## 使用者

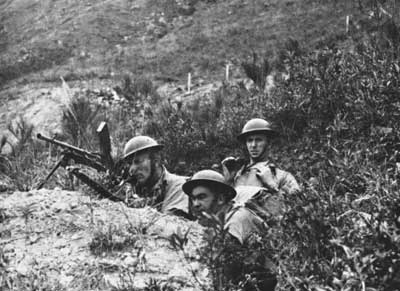
香港保衛戰前夕使用布倫輕機槍操練的加拿大陸軍士兵

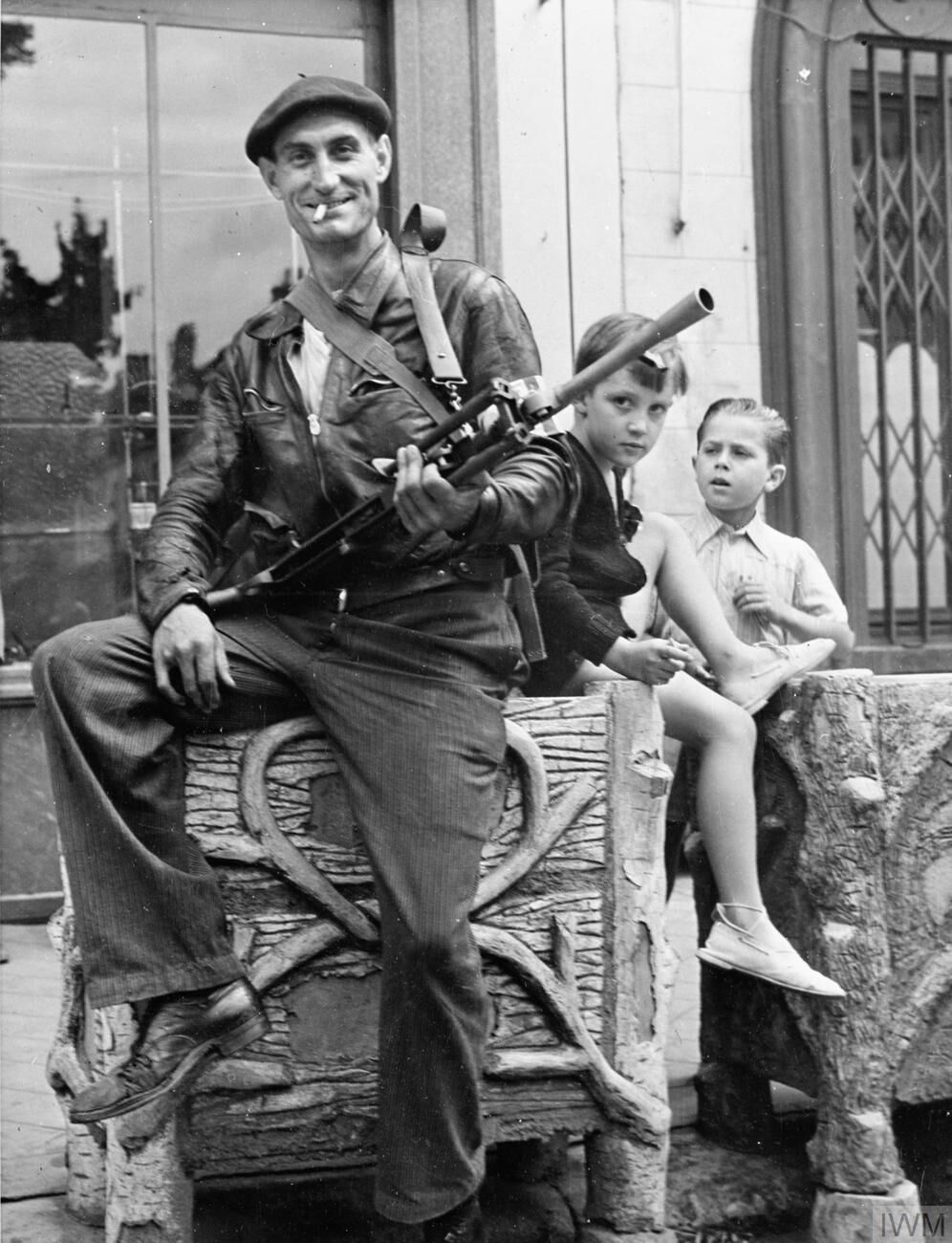
二戰法國反抗內地軍手持布倫輕機槍

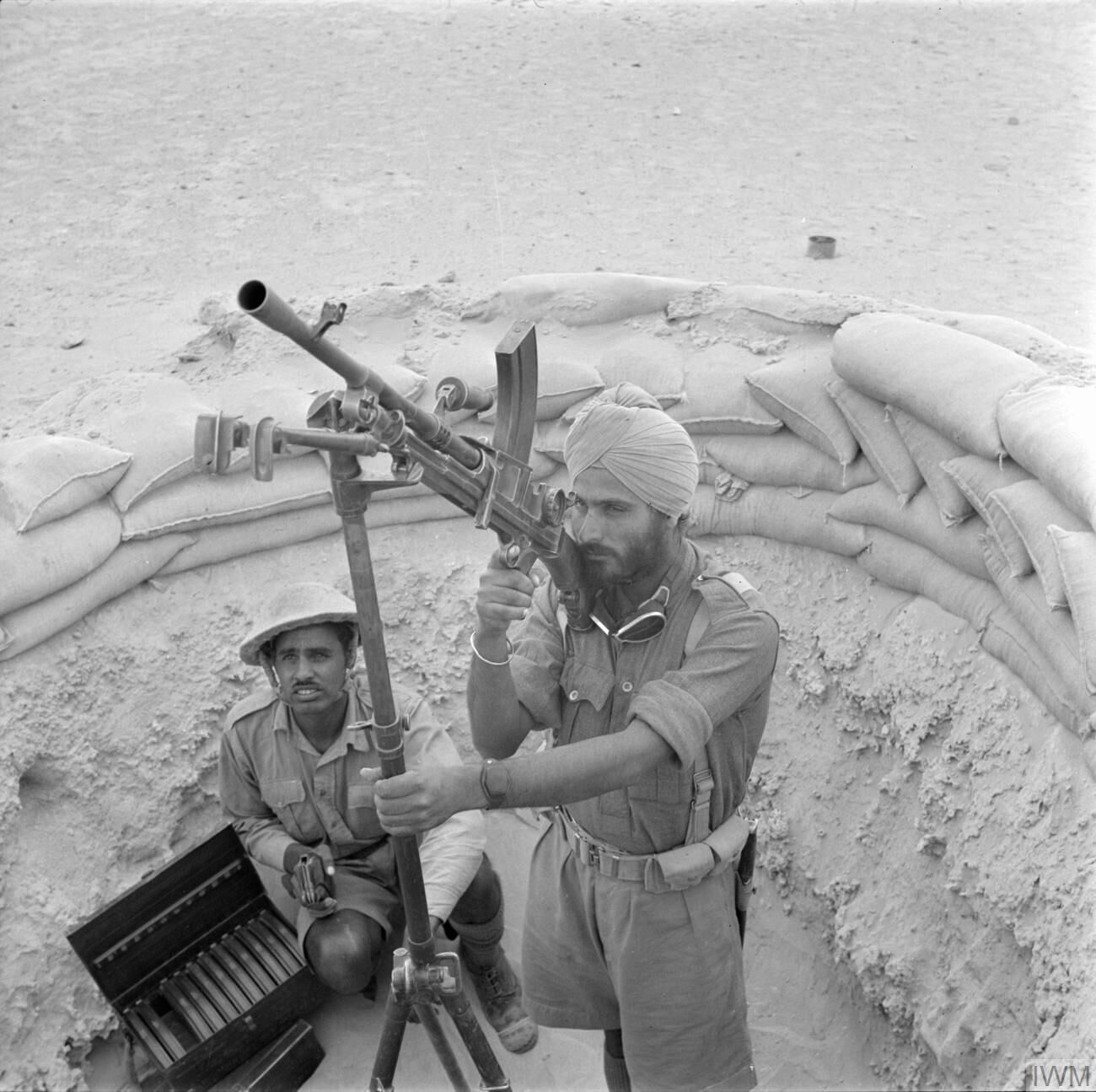
二戰的印度士兵使用布倫輕機槍防空

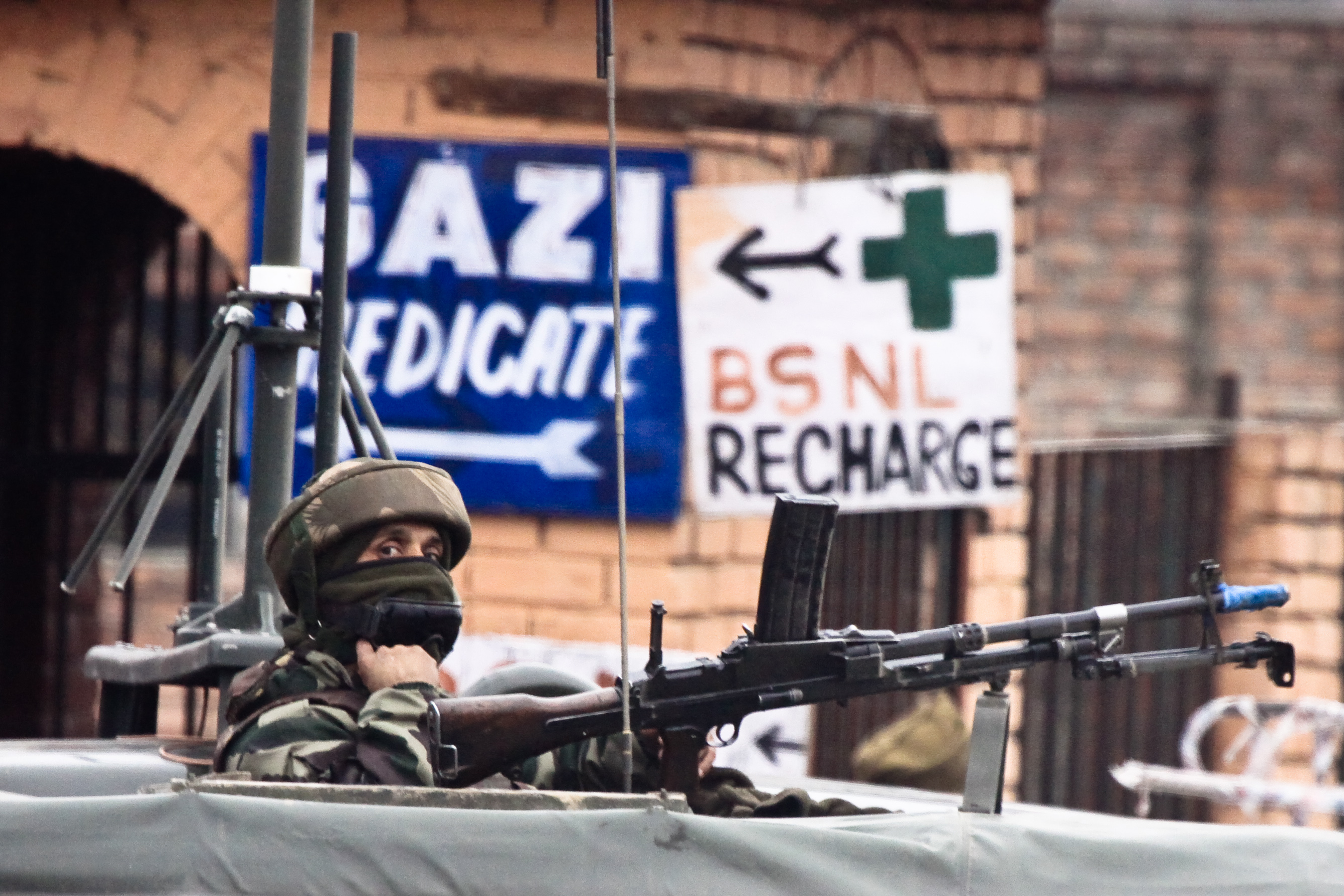
印度至今仍有裝備7.62毫米口徑的改型

- 阿富汗
- 比利时
- 保加利亞
- 加拿大
- 中非
- 中華民國
- 中华人民共和国
- 賽普勒斯
- 捷克斯洛伐克
- 丹麦
- 刚果民主共和国
- 埃及
- 自由法國
- 法國
- 德意志國
- 希腊
- 英屬香港[4]
- 印度
- 印度
- 印度尼西亞
- 愛爾蘭
- 以色列
- 義大利
- 牙买加
- 约旦
- 賴索托
- 利比亞
- 盧森堡
- 马来西亚
- 模里西斯
- 緬甸
- 尼泊尔
- 荷蘭
- 新西兰
- 挪威
- 巴基斯坦
- 菲律賓
- 波蘭流亡政府
- 羅得西亞
- 塞舌尔
- 新加坡
- 南非
- 苏联
- 斯里蘭卡
- 苏里南
- 坦桑尼亚
- 泰國
- 千里達及托巴哥
- 乌干达
- 英国
- 美国
- 委內瑞拉
- 越南
- 南斯拉夫王國
- 辛巴威

## 流行文化

### 電子遊戲
- 2021年—《應徵入伍》：型號為Mk I與Mk II，在盟軍科技樹上解鎖。

- 2022年—《蔚藍檔案》：型號為Mk II，杏山千紗的固有武器「馬比諾吉昂」原型。

## 資料來源
1. ↑  Grant 2013，第28頁.
2. ↑  Grant 2013，第29頁.
3. ↑  "It [the L4A4 Bren] is normally fired from the shoulder in the lying position, supported by the bipod, although it may be fired from other positions to engage targets at close range". Chapter 1, Section 1, para 102, Australian Army Manual of Land Warfare, Part 2, Infantry Training, Vol 4 Pam 6, Machine Gun 7.62mm L4A4, Australian Government 1979.
4. ↑  . The Royal Hong Kong Regiment (The Volunteers) Association.   [2021-06-16]. （原始内容存档于2021-06-16）.

- Bren LMG
- Modern Firearms-布倫輕機槍
- Twin barrel Bren雙管布倫輕機槍
- Dunlap, Roy F., Ordnance Went Up Front, The Samworth Press, 1948
- George, John（Lt. Col.）Shots Fired In Anger, The Samworth Press, 1948
- Grant, Neil. . Weapon 22. Osprey Publishing. 2013. ISBN 978-1782000822.[]